# La Faiada de Malpàs (espai)
La Faiada de Malpàs és un espai de muntanya que se situa a la riba esquerra de la Noguera Ribagorçana, en un dels extrems nord-occidentals del Prepirineu central català. Presenta una mostra molt bona de comunitats vegetals mediterrànies en contacte amb d'altres de caràcter centreeuropeu. Conté també elements interessants de vertebrats, com el trencalòs. La superfície total de l'espai és de 1.280,75 ha i es troba íntegrament al municipi del Pont de Suert. Forma part de la Xarxa Natura 2000.
El massís de la Faiada de Malpàs (1.701 m) està molt ben delimitat geològicament per forts pendents a la part septentrional (les obagues de Cambatiri), mentre que a la part meridional se separa de la serra de Sant Gervàs per diversos barrancs. L'orientació de les carenes est-oest i la diferència de pendent entre els vessants condicionen molt la vegetació i els ambients que hi són presents. L'espai presenta una mostra molt bona de comunitats vegetals mediterrànies en contacte amb d'altres de caràcter centreeuropeu.

## Vegetació i flora
Els vessants nord d'aquesta serra són coberts per boscos caducifolis (fageda, roureda, avellanosa, etc.). Pel que fa als vessants orientals, menys inclinats i més assolellats, apareix el carrascar (Quercetum rotundifoliae boxetosum). De totes les comunitats forestals de l'espai, cal assenyalar, per la seva singularitat, la fageda ((Buxo-Fagetum), que és un bosc rar al Prepirineu central, on cal considerar-ne la seva localització actual com un relicte d'èpoques de clima més fred i humit.

## Fauna
En aquest espai es troba una bona mostra de la fauna que habita els diferents biòtops, així com una bona presència d'espècies mediterrànies. Cal remarcar també la presència de grans carronyaires com el trencalòs. Les espècies de fauna destacades a l'Annex II de la Directiva 92/43 d'hàbitats són Lutra lutra, Rhinolophus R. hipposideros i Ursus arctos. Les espècies d'ocells destacades a l'Annex I de la Directiva 2009/147 d'aus són: Pernis apivorus, Milvus migrans, Milvus milvus, Gypaetus barbatus, Neophron percnopterus, Gyps fulvus, Circaetus gallicus, Aquila chrysaetos, Hieraaetus pennatus, Falco peregrinus, Bubo bubo, Alcedo atthis, Dryocopus martius, Lullula arborea, Anthus campestris, Sylvia undata, Lanius collurio, Pyrrhocorax graculus, Pyrrhocorax pyrrhocorax i Emberiza hortulana.

## Aspectes socioeconòmics
Els usos que es practiquen en aquest espai són bàsicament agrícoles i ramaders (pastura de vaca bruna dels Pirineus). Aquest espai natural protegit té un repetidor de televisió i ràdio al seu interior. Un 81,94% de la seva superfície és zona de caça controlada. El 81,39% de la superfície figura en el Catàleg de forests d'utilitat pública (Catàleg d'utilitat pública) o té algun tipus de conveni amb ajuntaments o particulars.
Usos del sòl: 
- Boscos - 57,92%
- Vegetació arbustiva i herbàcia - 38,76%
- Roques, tarteres, glaceres, coves - 3,33%